# Velká strahovská zahrada
Velká strahovská zahrada patří do komplexu zahrad Strahovského kláštera spolu s Opatskou zahradou, Konventní zahradou a Vyhlídkou s vinicí.
Nachází se v městské části Praha 1 v katastrálním území Malá Strana a Hradčany. její výměra je 11 hektarů, leží v nadmořské výšce 225 až 320 m n. m. Je situována ve svahu, jižně až východně od klášterních budov a je ohraničena ulicemi Úvoz, Strahovská, Vlašská (v dolní části) a Hladovou zdí (v horní části). Zahrada společně se Strahovským premonstrátským klášterem je od roku 1989 chráněna jako národní kulturní památka České republiky.

## Historie
Zahrada vznikla na území, které věnoval kníže Vladislav II. v roce 1140 řádu premonstrátů k založení kláštera. Ještě v 19. století patřila část dnešní Velké strahovské zahrady do Konventní zahrady a část včetně Vyhlídky s vinicí do Opatské zahrady. O hospodářský rozvoj území poničeného husitskými bouřemi v roce 1420, se zasloužil opat kláštera Jan Lohel, který v letech 1586 – 1612 dal přestavět románský vodovod, vyčistit prameny na východních svazích Petřína a jejich svedením podzemními štolami zajistil potřebnou závlahu pro vinice a užitkovou zahradu. V roce 1612 byl Jan Lohel zvolen pražským arcibiskupem. Ve snahách o zvelebování zahrady pokračoval jeho nástupce opat Kašpar z Questenberka a podpřevor Armand Fabius, který se zasloužil především o výsadbu dřevin.
Za třicetileté války byl Strahov vyloupen a zpustošen švédskými vojsky a s jeho obnovou se započalo až po roce 1658, kdy byl opatem Vincenc Makarius Frank. Jeho následovník opat Jeroným Hirnheim přizval ke spolupráci na obnově komplexu italského architekta Giovanniho Domenica Orsiho. Podle jeho návrhů vznikla v letech 1671 – 1679 řada domů v raně barokním slohu, mezi nimi též sušárna ovoce, dnes dům zahradníka čp. 133/IV. Ve stejné době vznikly též v lesní partii zahrady velká a malá poustevna (1673, 1674). Zahrada plnila užitkovou funkci i v období nadcházejícího baroka, kdy se na velkých plochách nacházely především vinice, ovocné sady, zeleninové záhony, ale i lesní porosty dubů a habrů. Koncem 19. století byly do areálu Velké strahovské zahrady začleněny opět užitkové partie, dříve příslušející Opatské zahradé a Konventní zahradě včetně plochy, kde se dnes nachází Vyhlídka s vinicí.
V letech 1996 – 1998 byla podle návrhu ing. Milana Bubenka a ing. Luboše Gaudníka značná část ploch Velké strahovské zahrady rehabilitována a kromě původního zahradnictví, včetně domu pro zahradníka, je celá přístupná veřejnosti.

## Vyhlídka s vinicí
V letech 1991–1995 byla na prostranství těsně pod Opatskou zahradou zbudována podle návrhu architekta Otakara Kuči plošina s krásnou vyhlídkou na město, spolu se čtyřmi malými terasami s plodící vinnou révou. Této partii, která se nazývá Vyhlídka s vinicí, dominuje socha Panny Marie z Exilu, která zde byla instalována v roce 1994. Vyhlídka se sochou je přístupná podle ukazatelů z vyhlídkové cesty pod areálem Strahovského kláštera.

## Zajímavosti

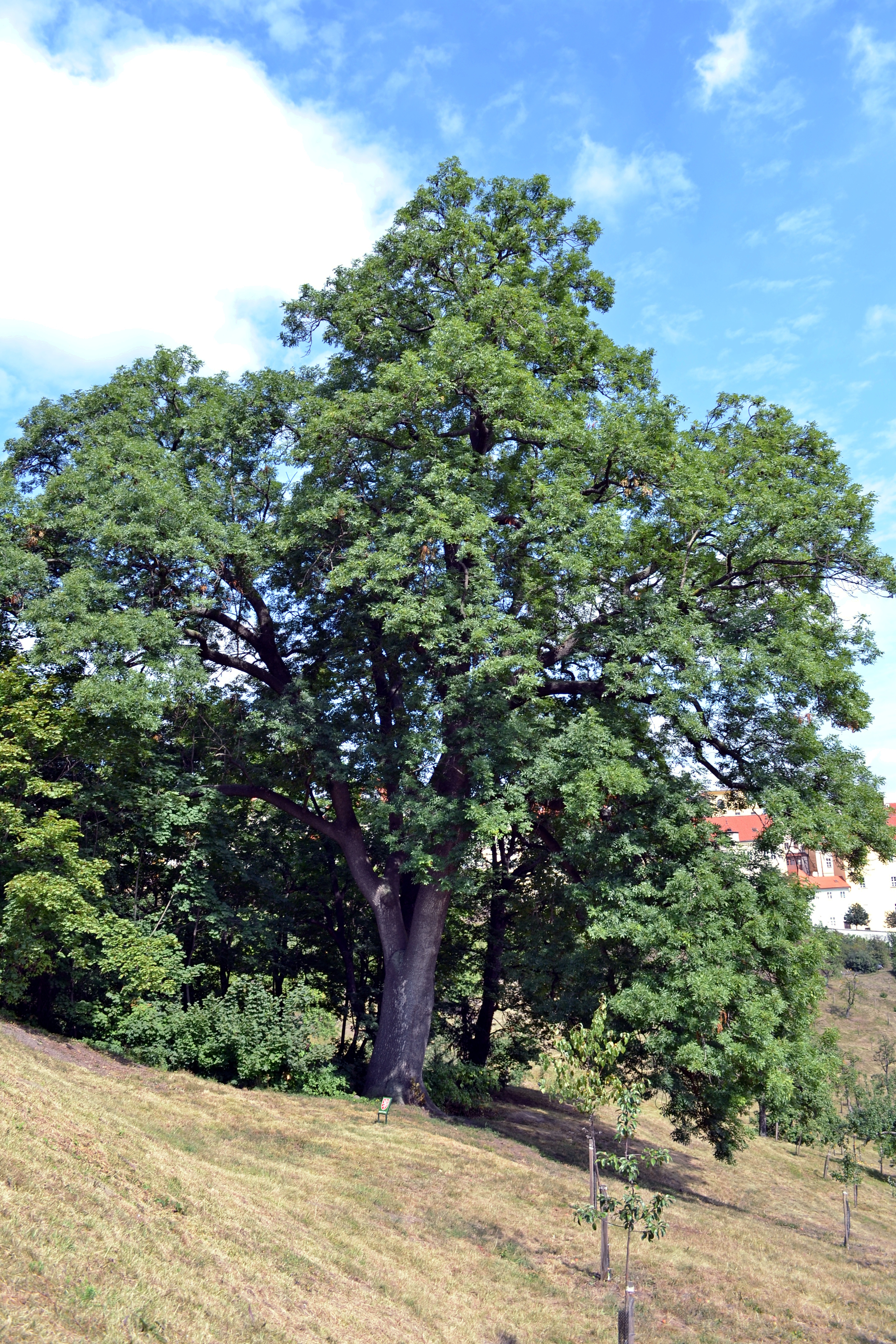
Památný jasan ve svahu u vyhlídkové cesty

### Památný jasan
Ve svahu, pod vyhlídkovou cestou, která vede po vrstevnici pod Strahovským klášterem, se nachází památný strom, jasan ztepilý (Fraxinus excelsior), který patří mezi nejmohutnější památné jasany na území Prahy i mezi největší v České republice. Jeho koruna sahá do výšky 37 m, kmen tvořený třemi silnými větvemi má obvod 510 cm. Předpokládané stáří stromu je 200 let. V blízkosti je vyústění výtoku dešťové vody, který odvodňuje část vyhlídkové cesty. Pod ním se nachází bývalý vyhnívací rybníček historické kanalizace Strahovského kláštera. Strom byl zapsán do Seznamu památných stromů v Praze 13. 10. 2007.

## Galerie

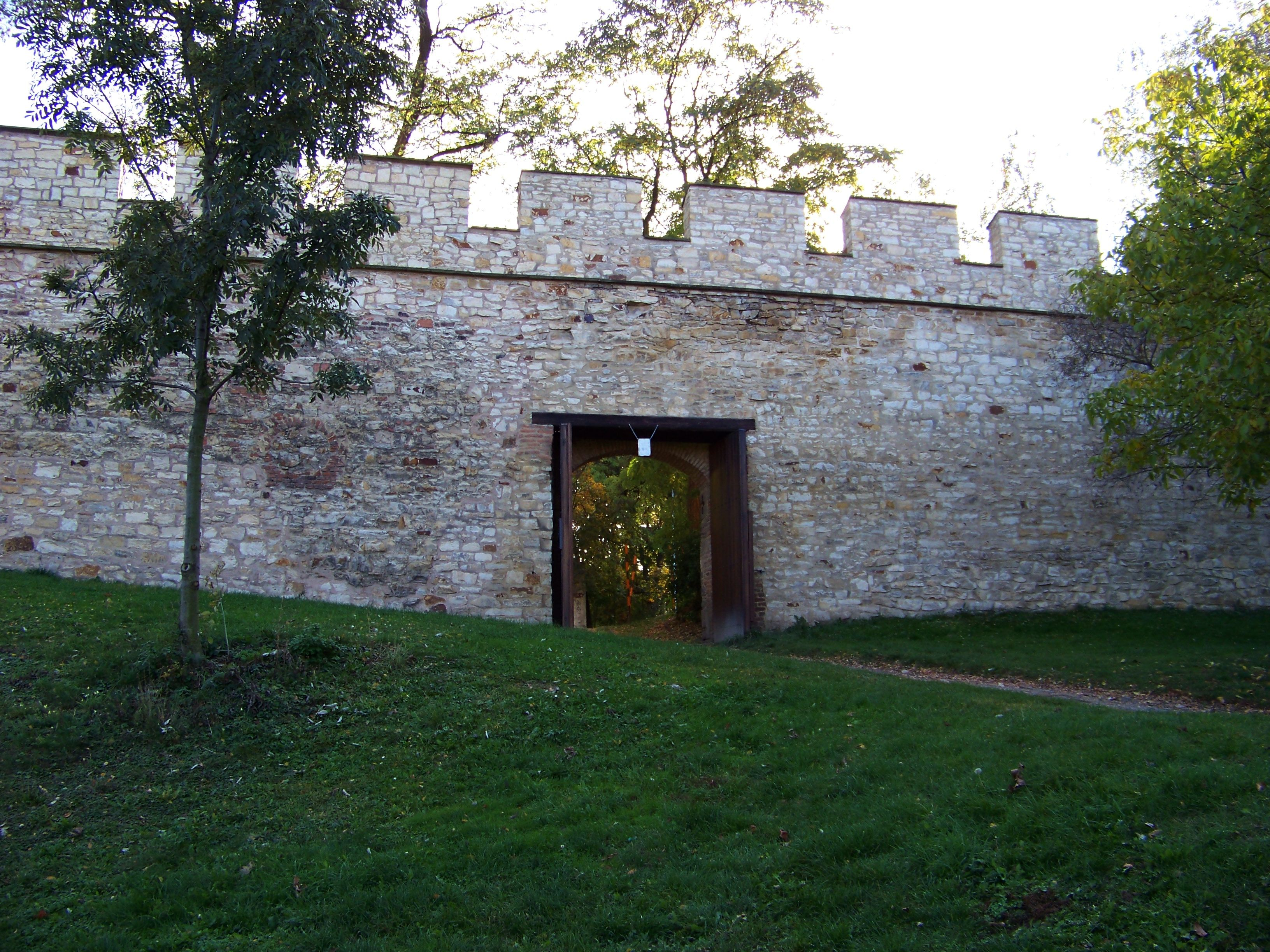
Hladová zeď s brankou do Strahovské ulice
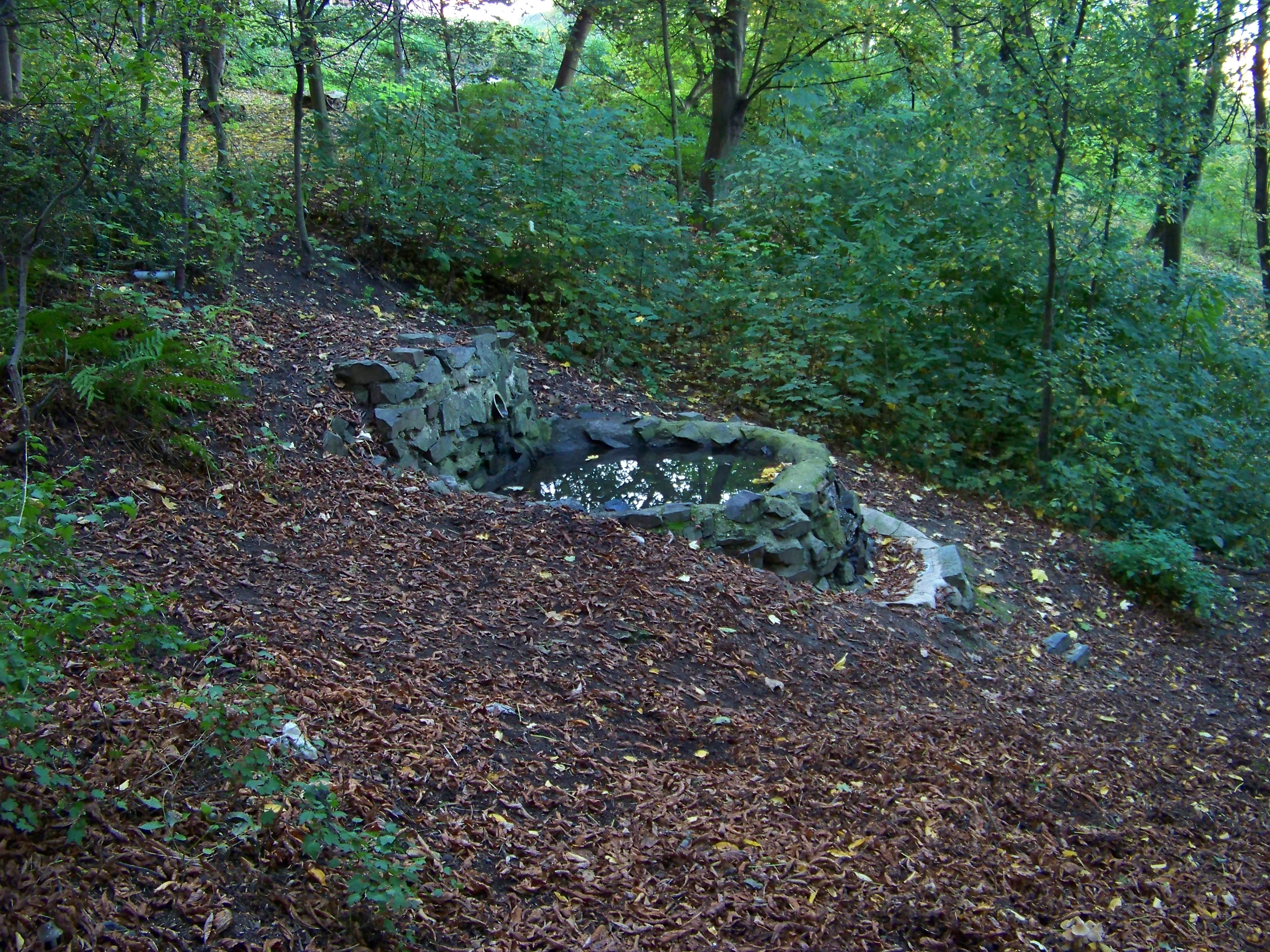
Pramen ve svahu Velké strahovské zahrady
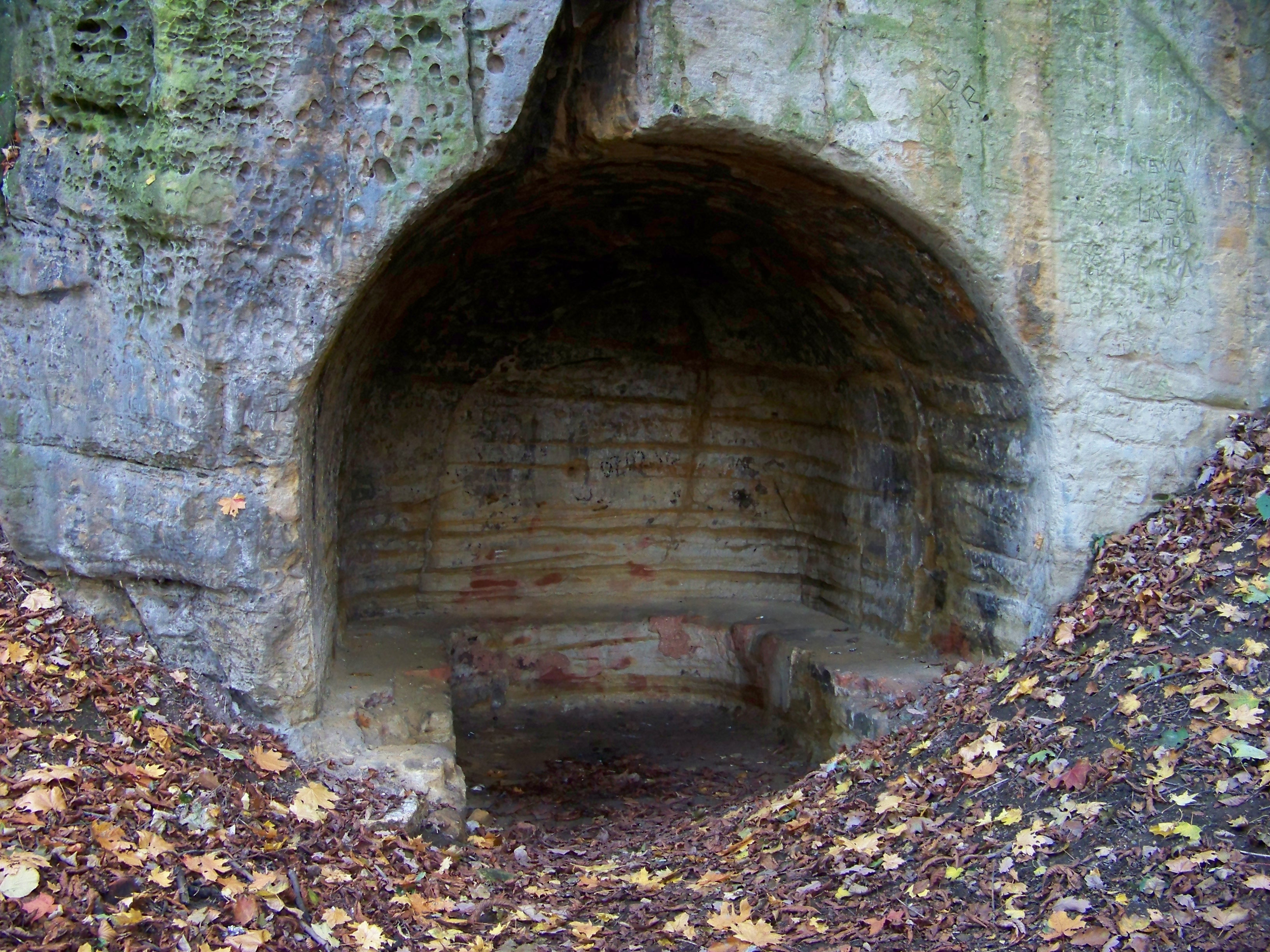
Jeskyně Peklo, levá
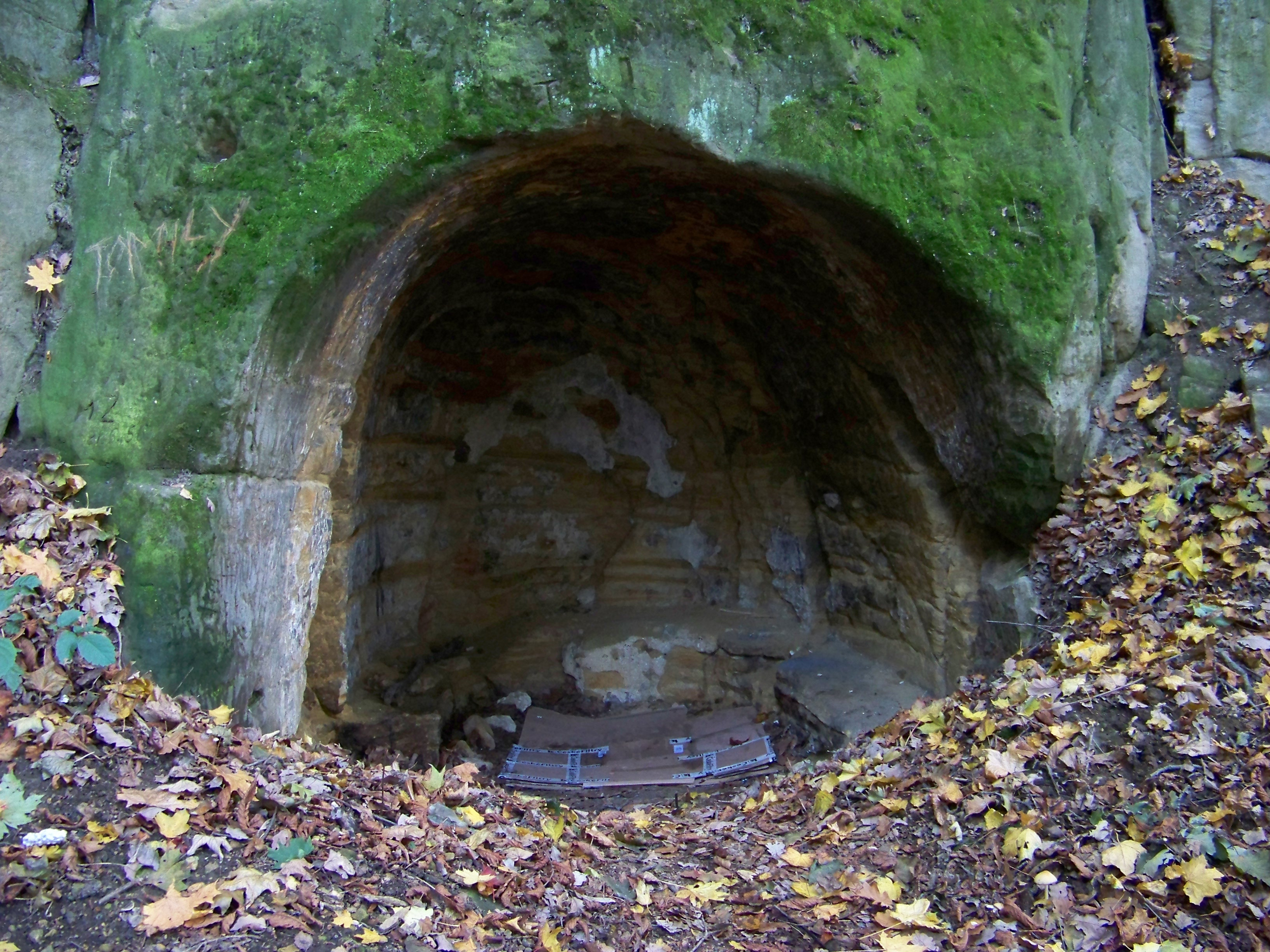
Jeskyně Peklo, pravá
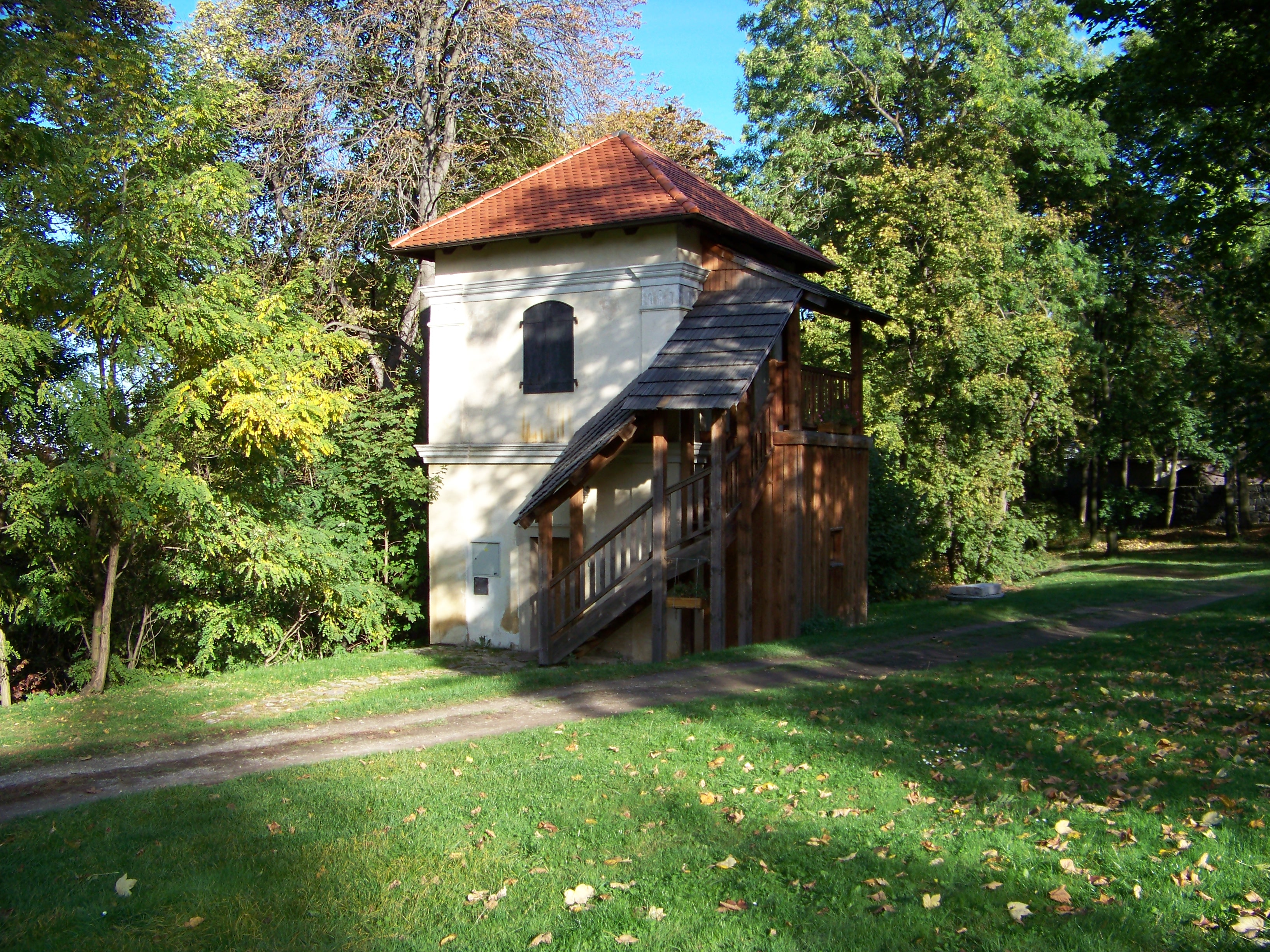
Kazatelna
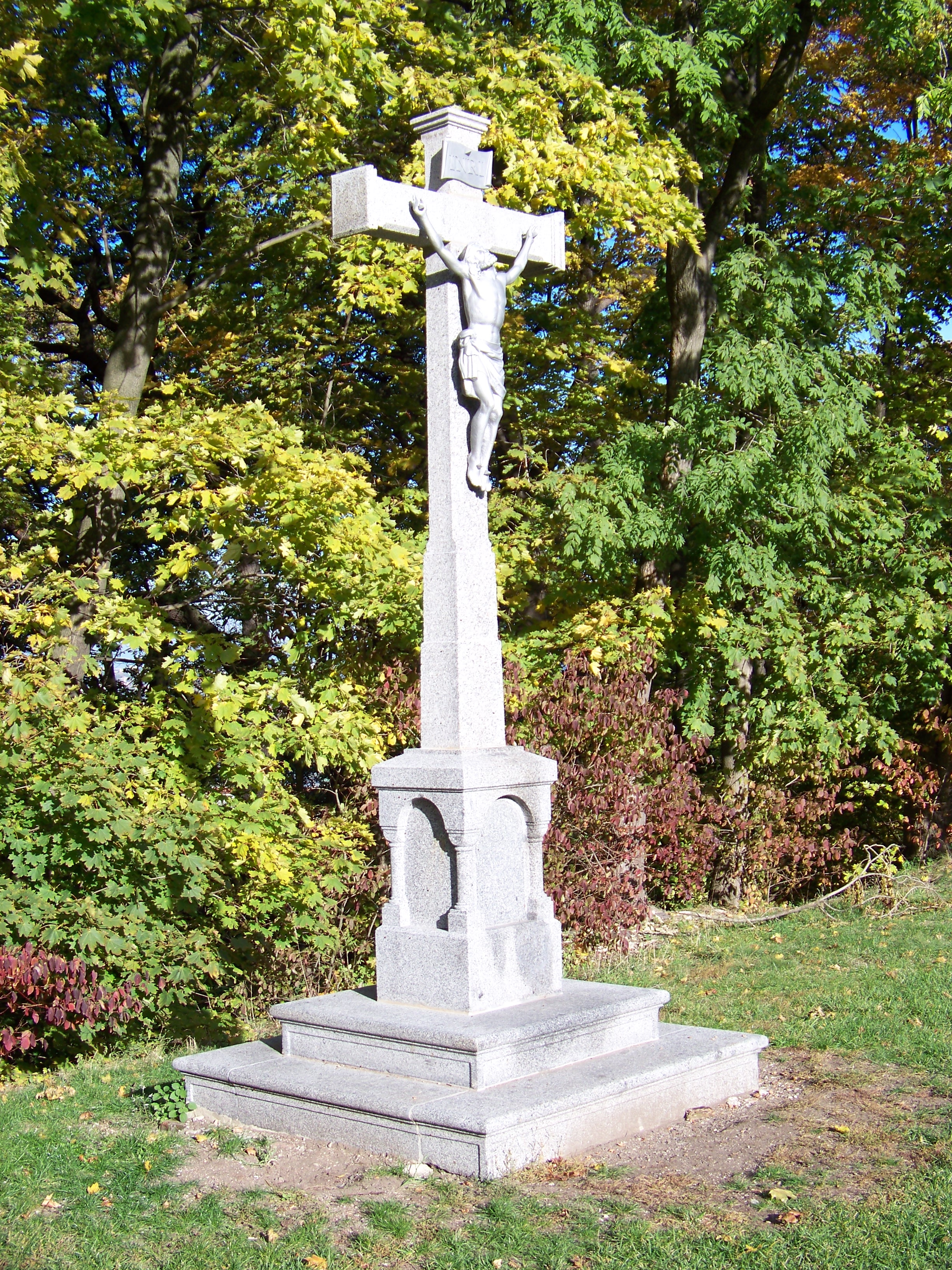
Kříž poblíž velké poustevny
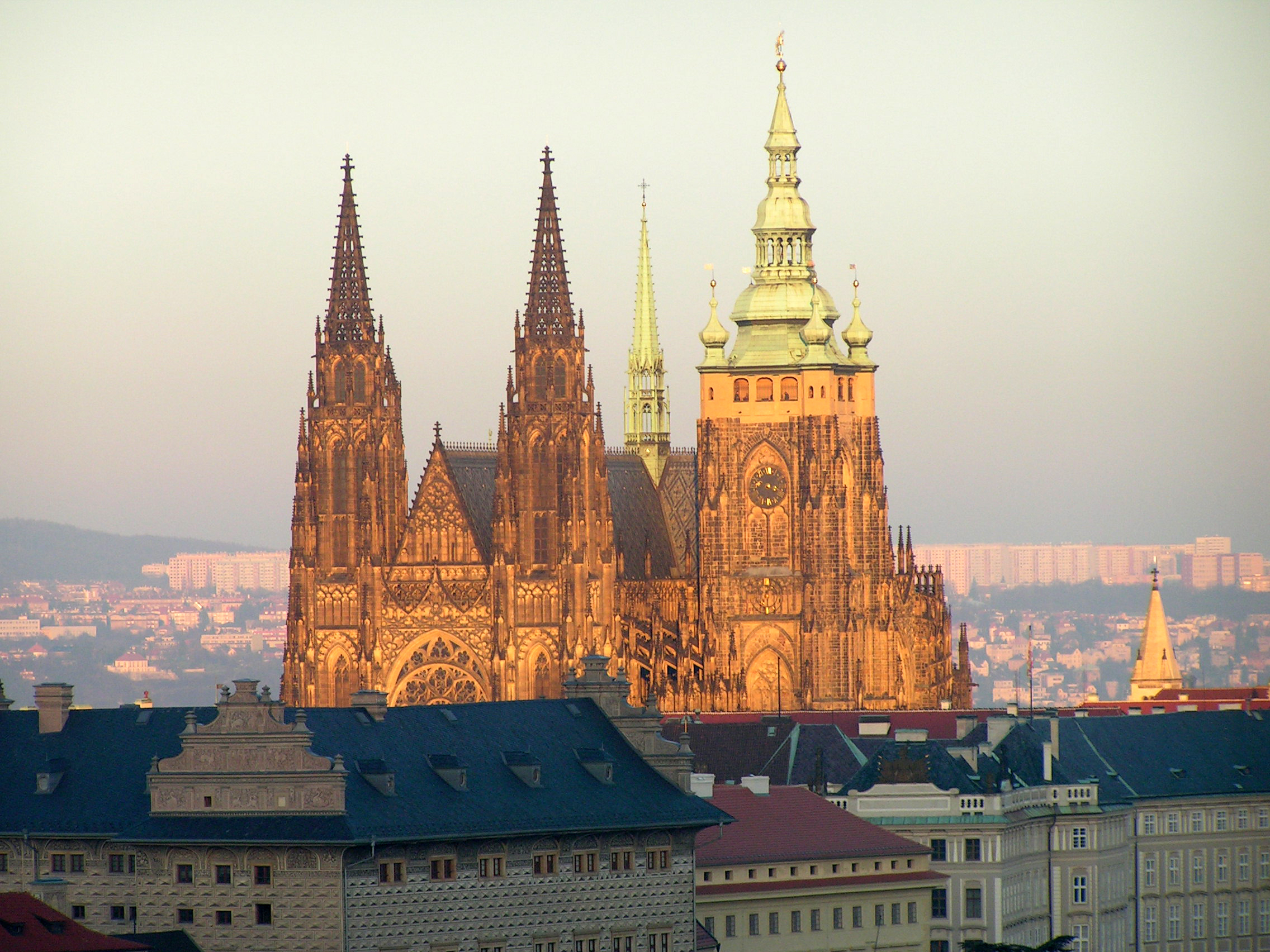
Pohled na katedrálu svatého Víta, Václava a Vojtěcha z vyhlídky